# Welington Landim
José Welington Landim, conhecido como Welington Landim (Brejo Santo, 14 de novembro de 1955 – Fortaleza, 9 de junho de 2015) foi um médico e político brasileiro. 
Foi prefeito de Brejo Santo (1989–1993), deputado estadual (1995–2003, 2007–2015) e presidente da Assembleia Legislativa do Ceará (1999–2001).

## Vida Pessoal
Desde a juventude se destacava como líder. Participava dos movimentos estudantis em Recife-PE, quando cursava medicina pela UFPE Universidade Federal de Pernambuco. Em Brejo Santo, fundou a semana universitária, foi o primeiro presidente da AUBS Associação Universitária de Brejo Santo. Foi também jogador de futsal, tido por muitos como o maior jogador da história de Brejo Santo.  
Casou com Gislaine Landim (ex-deputada estadual e ex-prefeita de Brejo Santo -CE), teve seu primogênito  Guilherme Landim (Ex-prefeito de Brejo Santo e atual Deputado estadual) em Campinas-SP em 1985, quando fazia sua residência médica em cirurgia vascular. Retornou para Brejo Santo em 1986, onde teve seus outros 3 filhos; Welington Filho, Gilvan e Bárbara. 

## Carreira política
Começou a carreira política em 1988 ao ser eleito prefeito de Brejo Santo pelo PTR. Ainda no mandato e convidado por Tasso Jereissati, aceitou o convite e se filiou ao PSDB em 1990. Foi considerado o prefeito da década pela crítica estadual.
Elegeu-se deputado estadual do Ceará em 1994, sendo reeleito em 1998, 2006, 2010 e 2014. Ainda no primeiro mandato elegeu-se 1° secretário da Assembléia Legislativa. Em 1999 chegou a presidência da casa, se tornando 1° deputado da história do Ceará a ser reeleito; e por unanimidade. Liderou CPIs importantes no estado, combatendo a corrupção. Teve uma administração inovadora, sendo o idealizador do programa conhecendo o parlamento( A escola no parlamento, a comunidade e o legislativo, A universidade e o legislativo e o jovem e o parlamento). Autor do do projeto que criou o concurso literário "conhecendo o parlamentar", do qual participaram cerca que 250mil estudantes. Durante suas administrações como presidente foram implantados o Procon e o escritório Frei Tito de direitos humanos. Pela primeira vez a assembléia recebeu índios e movimentos sem terras no plenário da casa.  Foi, portanto, considerado como o presidente mais democrático do século. 
A sua principal bandeira foi a luta pela Transposição do Rio São Francisco. Quando presidente da Assembléia Legislativa, levou mais de 1 milhão de assinaturas dos nordestinos ao então presidente Fernando Henrique Cardoso. 
Publicou 2 livros : Em defesa do desenvolvimento regional em 2001 e Discursos na casa do povo em 2003
Concorreu ao governo do Ceará em 2002 pelo PSB, mas ficou em terceiro lugar. 
Encerrou sua carreira política como deputado estadual, falecendo no exercício do mandato, em Fortaleza, no dia 9 de junho de 2015. 